# 타냐 버
타냐 버(Tanya Burr, 1989년 6월 9일 ~ )는 잉글랜드의 유튜버, 배우이다. 2009년 유튜브 활동을 시작했으며, 패션과 뷰티 영역을 다룬다. 2017년부터는 배우 활동을 시작했다.

## 참여 작품
- 홀비 시티
- 트위스트